# Mamu (região)
Mamu (em francês: Mamou) é uma região da Guiné. Sua capital é a cidade de Mamu. Possui 17 074 quilômetros quadrados e segundo censo de 2014, havia 731 188 pessoas.